# Élections sénatoriales de 2004 dans la Vienne
Les élections sénatoriales dans la Vienne ont eu lieu le dimanche 26 septembre 2004. Elles ont eu pour but d'élire les sénateurs représentant le département au Sénat pour un mandat de dix années.

## Contexte départemental
Lors des élections sénatoriales du 24 septembre 1995 dans la Vienne, deux sénateurs UDF ont été élus, René Monory et Jean-Pierre Raffarin.
Depuis, tous les effectifs du collège électoral des grands électeurs ont été renouvelés, avec les élections législatives françaises de 2002, les élections régionales françaises de 2004, les élections cantonales de 2001 et 2004 et les élections municipales françaises de 2001.

## Sénateurs sortants
| Sénateur | Sénateur     | Parti | Fonctions lors de l'élection en 1995                               |
| -------- | ------------ | ----- | ------------------------------------------------------------------ |
|          | Alain Fouché | UMP   | Conseiller général, maire de Chauvigny                             |
|          | René Monory  | UMP   | Sénateur sortant, président du Sénat, président du conseil général |

## Présentation des candidats et des suppléants
Les nouveaux représentants sont élus pour une législature de 10 ans au suffrage universel indirect par les 1064 grands électeurs du département. Dans la Vienne, les sénateurs sont élus au scrutin majoritaire à deux tours. Leur nombre reste inchangé, 2 sénateurs sont à élire. Ils sont 10 candidats dans le département, chacun avec un suppléant.
| T/S | Candidats | Candidats            | Parti | Principale fonction                            |
| --- | --------- | -------------------- | ----- | ---------------------------------------------- |
| T   |           | Jean-Jacques Guérin  | PCF   |                                                |
| S   |           |                      | PCF   |                                                |
| T   |           | Chantal Vacheron     | PCF   |                                                |
| S   |           |                      | PCF   |                                                |
| T   |           | Roland Bouet         | Verts |                                                |
| S   |           |                      | Verts |                                                |
| T   |           | Véronique Massonneau | Verts |                                                |
| S   |           |                      | Verts |                                                |
| T   |           | Reine Bonnin         | PS    |                                                |
| S   |           |                      | PS    |                                                |
| T   |           | Jean Petit           | PS    |                                                |
| S   |           |                      | PS    |                                                |
| T   |           | Régis Roquetanière   | DIV   |                                                |
| S   |           |                      | DIV   |                                                |
| T   |           | Jean-Pierre Raffarin | UMP   | Premier ministre, ancien sénateur              |
| S   |           | Claude Bertaud       | UMP   | Conseiller général, maire de Benassay          |
| T   |           | Alain Fouché         | UMP   | Sénateur sortant, président du conseil général |
| S   |           |                      | UMP   |                                                |
| T   |           | Éric Audebert        | FN    |                                                |
| S   |           |                      | FN    |                                                |

## Résultats
|                | Jean-Pierre Raffarin | UMP            | 594   | 56,73  |  |  |
|                | Alain Fouché         | UMP            | 591   | 56,45  |  |  |
|                | Jean Petit           | PS             | 315   | 30,09  |  |  |
|                | Reine Bonnin         | PS             | 280   | 26,74  |  |  |
|                | Jean-Jacques Guérin  | PCF            | 72    | 6,88   |  |  |
|                | Chantal Vacheron     | PCF            | 69    | 6,59   |  |  |
|                | Roland Bouet         | Verts          | 36    | 3,44   |  |  |
|                | Véronique Massonneau | Verts          | 36    | 3,44   |  |  |
|                | Régis Roquetanière   | DIV            | 10    | 0,96   |  |  |
|                | Éric Audebert        | FN             | 6     | 0,57   |  |  |
|                |                      |                |       |        |  |  |
| Inscrits       | Inscrits             | Inscrits       | 1 064 | 100,00 |  |  |
| Abstentions    | Abstentions          | Abstentions    | 5     | 0,47   |  |  |
| Votants        | Votants              | Votants        | 1 059 | 99,53  |  |  |
| Blancs et nuls | Blancs et nuls       | Blancs et nuls | 12    | 1,13   |  |  |
| Exprimés       | Exprimés             | Exprimés       | 1 047 | 98,87  |  |  |